# Meiktila
Meiktila (tiếng Miến Điện: မိတ္ထီလာမြို့; MLCTS: mik thi la mrui.; phát âm tiếng Miến Điện: [meiʔtʰìlà mjo̰]) là một thành phố ở miền trung Myanmar, nằm bên hồ Meiktila ở vùng Mandalay, nơi giao nhau của các tuyến quốc lộ Bagan-Taunggyi, Yangon-Mandalay và Meiktila-Myingyan. Nhờ vị trí chiến lược như vậy, Meiktila được bộ chỉ huy Không quân Myanmar chọn làm nơi đặt trụ sở và Căn cứ Không quân Meiktila. Ở đây có trường đại học kỹ thuật hàng không lớn nhất nước, Đại học Kỹ thuật Hàng không Myanmar.

## Lịch sử
Lịch sử Meiktila gắn liền với vùng khô của miền trung Myanmar, quê hương của người Miến. Vùng này luôn nằm trong sự kiểm soát của các triều đại Myanma từ ít nhất thế kỷ 11 đến thế kỷ 19 trước khi Thượng Miến bị Đế quốc Anh chiếm vào năm 1885.
Meiktila là nơi diễn ra trận Meiktila vào năm 1945, tại đó Quân Đồng minh dưới sự chỉ huy của William Slim đã đánh bại quân Nhật. Ngay sau khi Myanmar giành độc lập vào năm 1948, Meiktila có một thời gian ngắn bị quân nổi dậy Karen chiếm đóng.

## Địa lý
Huyện Meiktila là huyện tận cùng phía đông của vùng khô miền trung Myanmar, và nó tiếp giáp với bang Shan ở phía đông. Hồ Meiktila là một hồ thủy lợi nhân tạo, dài 7 dặm (11 km), rộng 0,5 dặm (0,80 km).

### Khí hậu
Meiktila có khí hậu bán khô hạn nóng (Köppen BSh), hơi quá khô để được coi là khí hậu xavan nhiệt đới (Aw). Nhiệt độ nóng quanh năm và những tháng trước gió mùa (tháng 3 đến tháng 5) rất ngột ngạt, với nhiệt độ cao nhất trung bình khoảng 36 °C (96,8 °F). Có một mùa khô mùa đông (tháng 11 đến tháng 4) và mùa hè ẩm ướt (tháng 5 đến tháng 10); tuy nhiên, lượng mưa trong mùa mưa thấp hơn nhiều so với hầu hết Đông Dương do có bóng mưa của dãy núi Arakan ở phía tây.
| Dữ liệu khí hậu của Meiktila (1981-2010) | Dữ liệu khí hậu của Meiktila (1981-2010) | Dữ liệu khí hậu của Meiktila (1981-2010) | Dữ liệu khí hậu của Meiktila (1981-2010) | Dữ liệu khí hậu của Meiktila (1981-2010) | Dữ liệu khí hậu của Meiktila (1981-2010) | Dữ liệu khí hậu của Meiktila (1981-2010) | Dữ liệu khí hậu của Meiktila (1981-2010) | Dữ liệu khí hậu của Meiktila (1981-2010) | Dữ liệu khí hậu của Meiktila (1981-2010) | Dữ liệu khí hậu của Meiktila (1981-2010) | Dữ liệu khí hậu của Meiktila (1981-2010) | Dữ liệu khí hậu của Meiktila (1981-2010) | Dữ liệu khí hậu của Meiktila (1981-2010) |
| Tháng                                    | 1                                        | 2                                        | 3                                        | 4                                        | 5                                        | 6                                        | 7                                        | 8                                        | 9                                        | 10                                       | 11                                       | 12                                       | Năm                                      |
| ---------------------------------------- | ---------------------------------------- | ---------------------------------------- | ---------------------------------------- | ---------------------------------------- | ---------------------------------------- | ---------------------------------------- | ---------------------------------------- | ---------------------------------------- | ---------------------------------------- | ---------------------------------------- | ---------------------------------------- | ---------------------------------------- | ---------------------------------------- |
| Trung bình ngày tối đa °C (°F)           | 29.9 (85.8)                              | 33.0 (91.4)                              | 36.5 (97.7)                              | 38.4 (101.1)                             | 36.0 (96.8)                              | 33.0 (91.4)                              | 32.7 (90.9)                              | 32.3 (90.1)                              | 32.7 (90.9)                              | 32.5 (90.5)                              | 29.6 (85.3)                              | 28.8 (83.8)                              | 33.0 (91.4)                              |
| Tối thiểu trung bình ngày °C (°F)        | 14.6 (58.3)                              | 16.7 (62.1)                              | 21.1 (70.0)                              | 25.0 (77.0)                              | 25.2 (77.4)                              | 24.6 (76.3)                              | 24.4 (75.9)                              | 24.3 (75.7)                              | 24.2 (75.6)                              | 23.4 (74.1)                              | 20.0 (68.0)                              | 16.0 (60.8)                              | 21.6 (70.9)                              |
| Lượng mưa trung bình mm (inches)         | 2.3 (0.09)                               | 1.8 (0.07)                               | 10.0 (0.39)                              | 25.5 (1.00)                              | 126.4 (4.98)                             | 103.8 (4.09)                             | 75.4 (2.97)                              | 121.0 (4.76)                             | 150.6 (5.93)                             | 147.4 (5.80)                             | 41.5 (1.63)                              | 7.2 (0.28)                               | 812.9 (32.00)                            |
| Nguồn: Viện Khí tượng Na Uy              |                                          |                                          |                                          |                                          |                                          |                                          |                                          |                                          |                                          |                                          |                                          |                                          |                                          |

## Văn hóa
Các ngôi chùa có tiếng ở Meiktila là Shwemyintin, Shweyinmi, Nagayon, Yele.

## Giáo dục
Ngoài trường đại học cấp quốc gia nói trên, ở Meiktila còn có một số trường đại học cấp vùng.